# Macrobrachium veliense
Macrobrachium veliense is een garnalensoort uit de familie van de Palaemonidae. De wetenschappelijke naam van de soort is voor het eerst geldig gepubliceerd in 1985 door Jayachandran & Joseph.